# Culex romeroi
Culex romeroi är en tvåvingeart som beskrevs av Surcouf och Gonzalez-rinco 1912. Culex romeroi ingår i släktet Culex och familjen stickmyggor.
Artens utbredningsområde är Venezuela. Inga underarter finns listade i Catalogue of Life.